# Medal Kosowo
Medal Kosowo (niderl. Kosovo-medaille) – holenderskie odznaczenie wojskowe.

## Historia
Odznaczenie zostało ustanowione dekretem ministerialnym Ministra Obrony nr DO 027/2000000293 dla wyróżnienia uczestników misji pokojowej NATO KFOR w Kosowie, którzy wzorowo wykonywali zadania wynikające z celów tej misji.
Nadawanie tego odznaczenia zakończono z dniem 1 października 2014 roku, zgodnie z dekretem ministerialnym nr BS2014022692 z dnia 1 sierpnia 2014 roku, jednocześnie określono, że uczestnicy misji KFOR pełniący jeszcze służbę w Kosowie w ramach sił międzynarodowych mogą być wyróżnieni Pamiątkowym Medalem Misji Pokojowych z okuciem KFOR, który ma podobny statut, lecz dotyczy wszystkich misji pokojowych.
Odznaczenie to jest w kolejności starszeństwa 36. odznaczeniem Królestwa Holandii.

## Zasady nadawania
Odznaczenie było nadawane jednorazowo wysłanym oficjalnie do Kosowa członkom misji KFOR, którzy wzięli udział w jednej lub kilku operacjach holenderskiego kontyngentu wojskowego, bez względu na długość ich trwania, a zwłaszcza w siłach rozjemczych, siłach obserwacyjnych NATO, wspólnych wojskach NATO, siłach stabilizacyjnych i ochrony ludności w okresie od kwietnia 1999 do sierpnia 2000 roku w ramach kontyngentu wojskowego oraz w późniejszym okresie. Odznaczenie mogło być nadawane także pośmiertnie. 
Odznaczenia mogły otrzymać osoby, które wykazały się wzorowym wypełnianiem zadań. Mogło ono być odebrane w przypadku ujawnienia czynów lub okoliczności wykluczających jego nadanie. 
Odznaczenie nadawane było w latach 2000 – 2014, w tym czasie nadano ponad 6250 takich medali.

## Opis odznaki
Odznaka medalu wykonana jest z metalu koloru brązowego i ma kształt koła o średnicy 30 mm.
Na awersie znajdują się cztery skrzyżowane miecze, ostrzami skierowane w górę, na które nałożony jest wieniec z liści laurowych.
Na rewersie w centralnej części znajduje się napis KOSOVO, w górnej części UIT ERKENTELIJKHEID (pol. W uznaniu zasług) a w dolnej DE MINISTER VAN DEFENSIE (pol. Minister Obrony). Brzegi odznaki są wykończone wieńcem z liści laurowych owiniętym szarfą.
Medal zawieszony jest na wstążce o szerokości 27 mm, podzielonych na pięć pasków jednakowej szerokości, trzech fioletowych i dwóch białych.